# M271
M271 är en motorväg i Storbritannien. Detta är en kortare motorväg som leder trafiken från motorvägen M27 in mot Totton nära Portsmouth. Den är 4,8 kilometer lång.